# Голубая орденская лента
Голубая орденская лента, или голубая ленточница (лат. Catocala fraxini) — крупная ночная бабочка из семейства Erebidae.

## Описание

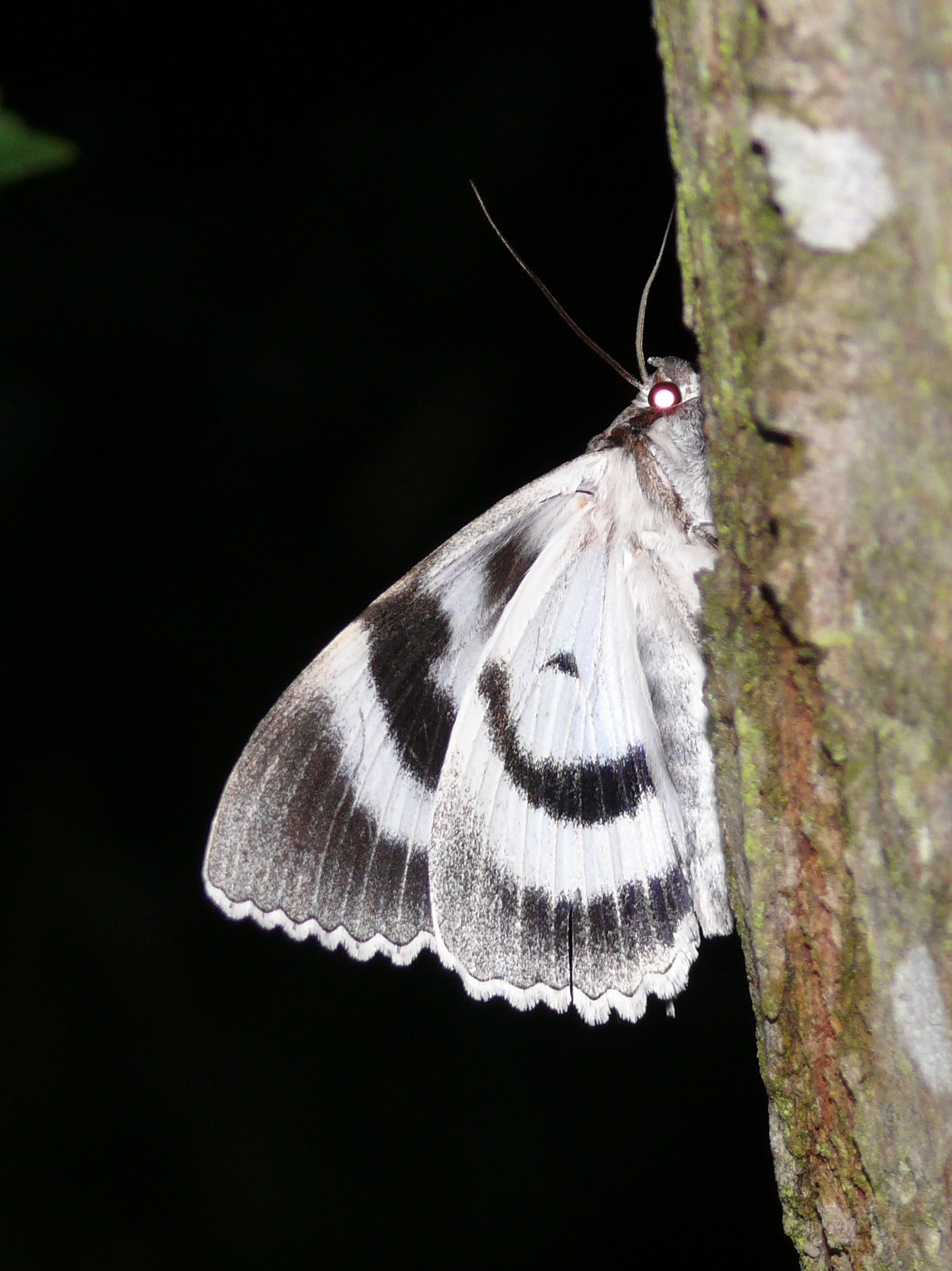
Нижняя сторона крыльев

Самая крупная из ленточниц России и одна из самых крупных европейских совок — длина переднего крыла может достигать 4,5 см, а размах крыльев — 110 мм (диапазон — от 85 до 110 мм). 
Окраска передних крыльев «синевато-светло-серая с черным опылением» и светлыми, до белого, с поперечными линиями, окруженными каймой. Почковидное пятно светлое, с темной каймой, под ним располагается светлое или даже белое пятно неправильной формы. Волнистый рисунок имитирует кусочек коры дерева и служит для бабочки защитой, когда днем она спокойно сидит на стволе. Задние крылья черные или темно-бурые, с широкой голубой полосой (перевязью) и белой бахромкой. Полоса не зубчатая, а полукруглая. 
Название бабочке дано по голубой полосе на крыльях, которая выглядит как лента или перевязь.

## Ареал
Почти вся Европа (Средняя и, частично, Северная), отсутствует на крайнем юге, а также в зоне произрастания хвойных лесов, почти вся Россия, Кавказ, Южная Сибирь, Приамурье, Приморье, Южные Курилы, Центральная Азия, Корея, Китай, Япония. В общем, в своем распространении приурочена к лесной зоне.

## Местообитания и образ жизни

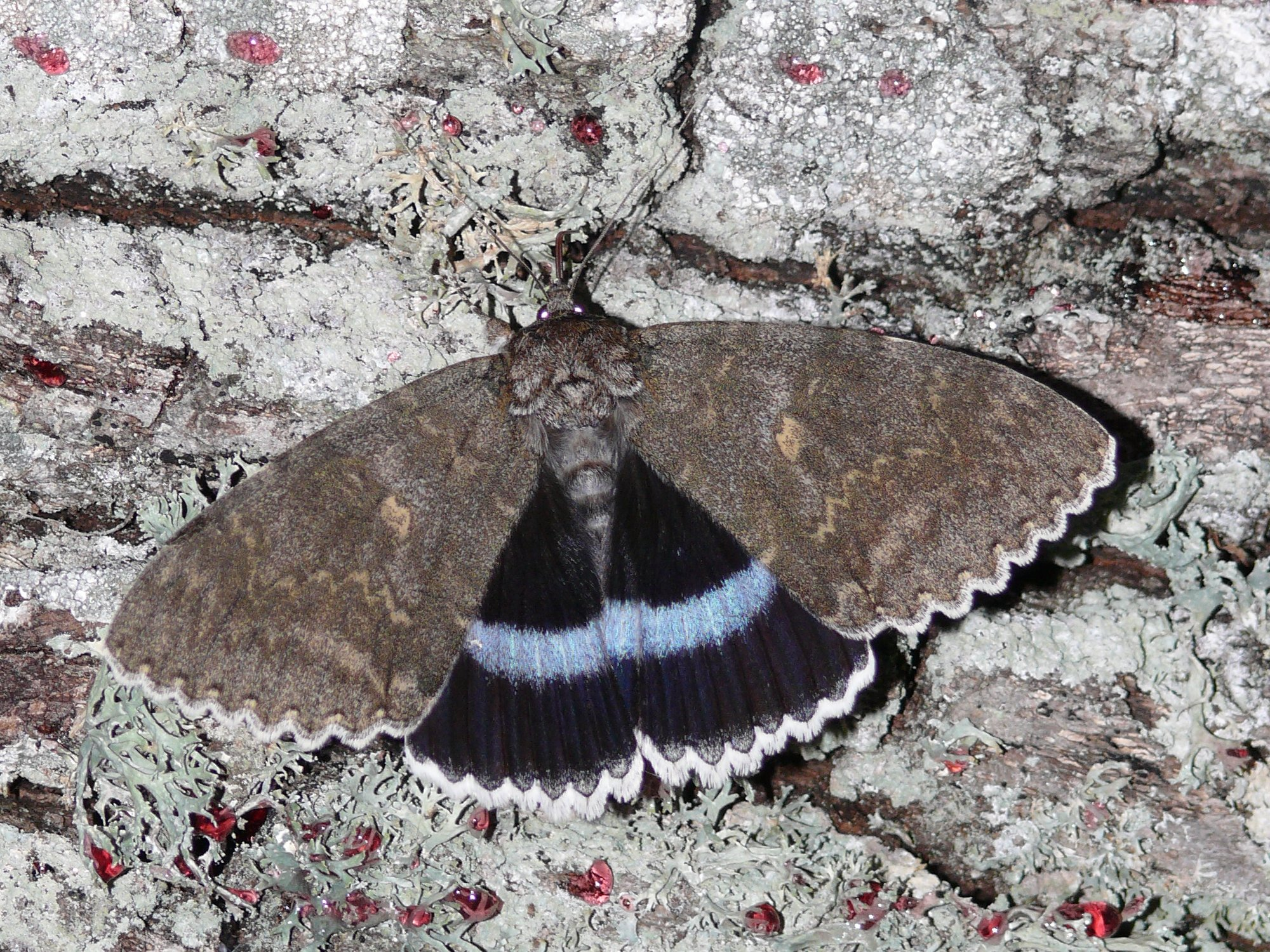

Летает по опушкам лиственно-смешанных лесов, по берегам рек. Встречается в садах и парках. В горах поднимается до границы лиственных лесов. 
Бабочка активна ночью, летит на свет, но, как и малиновая орденская лента (Catocala sponsa) садится рядом с источником света, а не на нем.
Время лёта: вторая половина лета, с середины июля до середины октября.

## Гусеница
Серая, с черными точками, со светлой спинной полосой и с «черно-бурым вздутием на восьмом кольце». Голова большая, с черно-желтым рисунком. Длина тела гусеницы голубой орденской ленты от 65 до 75 мм. Активна с мая по июль.
Гусеница питается листьями тополя, дуба, березы, ольхи, осины, ясеня, вяза, ивы, клёна.

## Куколка
Стройная куколка Catocala fraxini окрашена в красно-бурый цвет с синим налетом.

## Зимующая стадия
Яйцо.